# Martial de Guernon-Ranville

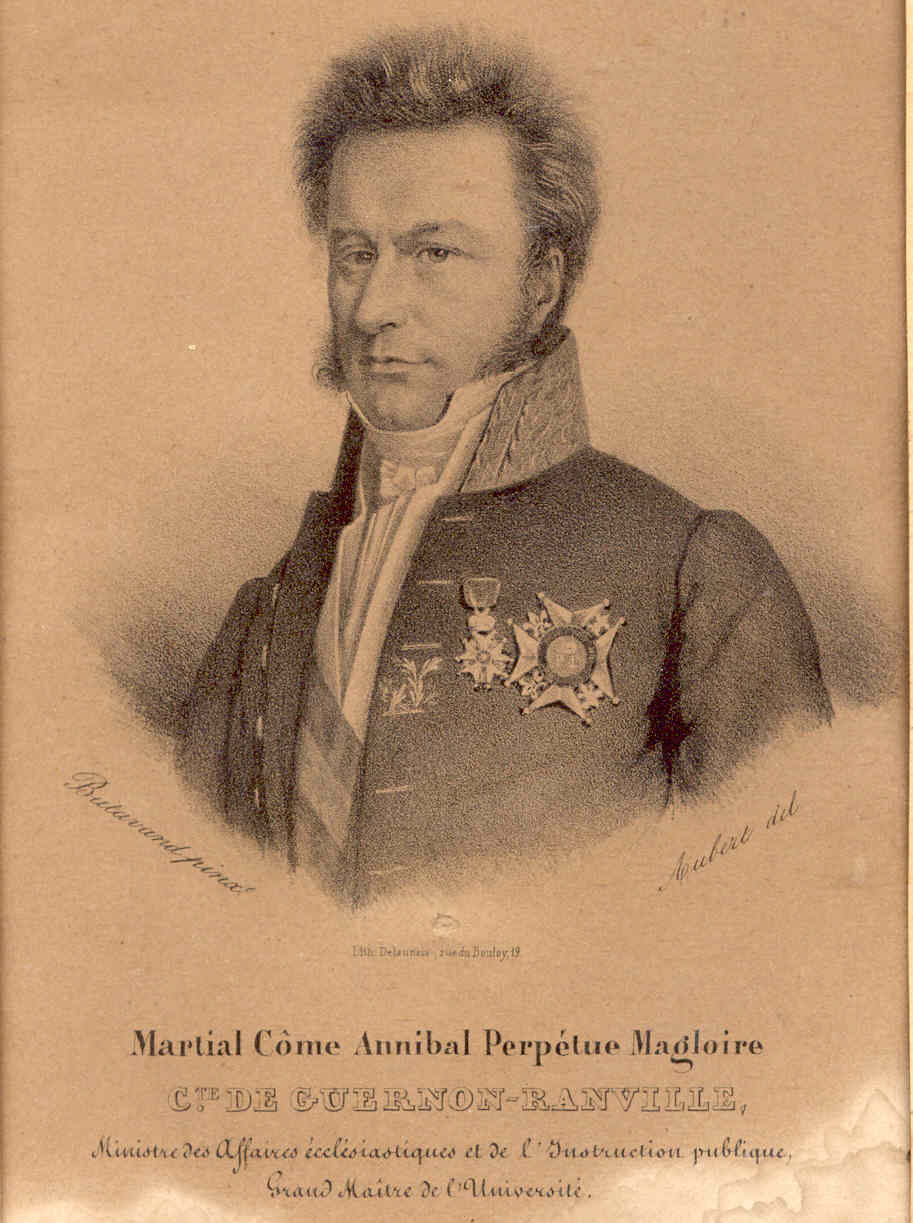

Martial Côme Annibal Perpétue Magloire, comte de Guernon-Ranville (* 2. Mai 1787 in Caen; † 30. November 1866 in Ranville) war ein französischer Rechtsgelehrter.

## Leben
Er wurde 1820 Präsident des Gerichtshofs in Caen, 1822 Generaladvokat in Colmar, 1824 Generalprokurator in Limoges, 1826 in Grenoble, 1829 in Lyon, im selben Jahre Minister für Unterricht und Kultur, unterzeichnete als solcher die Ordonnanzen vom 25. Juli 1830, wurde nach der Julirevolution zu lebenslanger Haft verurteilt und mit den übrigen Ministern nach Ham abgeführt, jedoch auch mit ihnen 1836 wieder freigelassen.

## Werke
- Recherches histor. sur le jury. Caen 1819.